# Osada Havranů
Osada Havranů je literární dílo Eduarda Štorcha, které bylo poprvé vydáno v roce 1930. Jedná se o historický román pro mládež, který je zasazen do neolitu (mladší doba kamenná v pravěku, 6. tisíciletí př. n. l.) na území dnešní Prahy a jejího okolí. Pojednává o přátelství i těžkém životě pastevců a zemědělců, kteří loví a střetávají se nejen s divokými zvířaty, ale i s okolními rody.
Do roku 2023 vyšlo celkem devět českých tištěných vydání a jedno elektronické. V roce 1946 román vyšel i v autorově prozaickém souboru Statečné mládí: Příběhy hochů z pravěké vlasti.

## Shrnutí děje
Rod Havranů je chudý a v zimě strádá hlady. Jejich jedinou nadějí je mladá dívka Veveřice, za kterou by při vydání jinému muži mohli dostat velké výkupné. Člen rodu Divous z hladu rod Havranů zradí, kvůli lovecké skupině Bobrů, kteří ukradnou Havranům domácí zvířectvo (ovce, kozy, krávy). Havranům se však podaří vše získat zpět, ale Divous musí rod opustit. V létě dojde s Bobry k usmíření. Sousední kmen Volavek neprávem zajme ovce a kozy pasoucí se na okrajovém rodovém území včetně Havranpírka. Havranpírko se na útěku utká s medvědem a Volavky ho za hrdinský čin propustí včetně zvířat. Spřátelí se se Sokolím okem z rodu Sokolů, kterému pomůže získat výkupné za Veveřici díky zlatu, které mu dal Divous, když ho Havranpírko chtěl zachránit.
Nepodařilo se a Divous zemřel.

## Postavy
- Havranpírko – šikovný mladík přijatý do rodu Havranů jako novorozenec, jako muž dostane jméno Bystrý havran
- Kňučák – adoptivní otec Havranpírka
- Černý havran – vůdce rodu Havranů (sachem)
- Sokolí oko – dospělý mladík z rodu Sokolů, stane se bratrem Havranpírka
- Veveřice – krásná dívka z rodu Havranů, o kterou muži usilují
- Divous – prudký lovec, který zradí rod a je z něho vyloučen
- Bobřík – mladý muž z rodu Bobrů, který se pokusí okrást rod Havranů
- Vrtilka – žena Divouse, která od rodu nakonec odejde s ním, ale je pak, stejně jako Divous, zabita medvědem

## Podrobný obsah
Rod Havranů žije u Kunratického potoka. Havranpírko byl jako malé nemluvně osvojen rodem a nyní ho dobře vychovává lovec Kňučák. V zimě má rod hlad a náčelník (sachem) Černý havran jen těžko brání poslední obilí určené pro setbu i zvířata před hladovými členy rodu, hlavně před Divousem, který si z obilí dělá kvašený alkoholický nápoj. Divous nechtěně zraní Veveřici, dceru náčelníka, a odejde opilý na lov, kde potká skupinu sousedního rodu Bobrů, kteří z hladu loví na cizím území. Prozradí jim, že Havrani jdou druhý den na lov, takže domácí zvířectvo nebude hlídáno, čímž zradí svůj rod. Vedoucí skupiny Bobřík se rozhodne u Havranů loupit. Havranpírkovi se podaří informovat lovce, kteří pronásledují Bobry až k Vltavě, kde se právě lámou ledy, a tak získají všechna zvířata zpět. V létě se přijde Bobřík omluvit, přinese zvířata jako dárky, je zakopána válečná sekera a zároveň požádá o Veveřici, za kterou nabídne tři krávy.
Na konci další zimy je opět hlad a z obavy o hlad dobytka pošle vůdce ovce a kozy na krajní část svého území. Avšak zde stále nenápadně ukrajují z rodového území Volavky a též sousedí se Sokoli. Zvířata se splaší, zaběhnou blíže k hranicím území, které Volavky prohlásí za své a zvířata zajmou. Havranpírko se snaží stádo bránit a je také zajat. Při pokusu o útěk je napaden medvědem, kterému obratně sváže přední tlapy. Tento hrdinský čin rod Volavek ohromí, a je propuštěn i se zvířaty. Rody se dohodnou o vyznačení hranic území. Divous se pokusí s rodem smířit a neúspěšně nabízí zlato, ale jeho hodnotu rod nezná. Havranpírkovi zachrání život Sokolí oko, který žije samotářsky v lese.
K rodu přijdou kupci, kteří za kožešiny nabízejí sůl. Všimnou si zlata v topůrku sekyry Havranpírka a za zbytek v pytlíčku nechají rodu celý pytel soli, což považuje rod za bláznovství. Sokolímu oku se Veveřice líbí, avšak kupci za ní nabídnou pět krav. Havranpírko zachrání život Sokolímu oku a uzavřou bratrství i přes to, že Havranpírko teprve započne vykonávat zkoušku dospělosti. Oba narazí v lese na těžce raněného Divouse a jeho mrtvou ženu Vrtilku, kteří se střetli s velkým medvědem. Divouse ošetřují a Havranpírko ráno zmizí. Sokolí oko zjistí, že sám zabil medvěda, který přežil střet s Divousem. Když Divous zemře, vrátí se Sokolí oko k rodu, kde má být o slavnosti slunce (slunovrat) provdána Veveřice. Havranpírko je přijat mezi muže a k překvapení všech nabídne za Veveřici deset krav, které získá od kupců výměnou za Divousovo zlato. Tím ji získá pro svého bratra Sokolího oka, který je velmi rád. Černý havran dá Havranpírkovi nové jméno dospělého muže – Bystrý havran.

## Souvislosti
Části knihy jsou inspirovány indiánskými zvyky (totem, válečná sekera, píseň pro plačící děcko). Zápas Havranpírka s medvědem u Volavek pak příhodou hajného a lovce medvědů v Nízkých Tatrách. Bajka o přátelství bratrů pak albánskou zkazkou Bílá medvědice od Karla Sellnera. 

## Filmové zpracování
Kniha byla předlohou pro film z roku 1977 Osada Havranů v režii Jana Schmidta. 